# 第80集団軍
第80集団軍（第80集团军、第26集団軍）とは、中国人民解放軍陸軍の軍級部隊。北部戦区に所属する。

## 歴史
第26集団軍の前身は、日中戦争時の八路軍魯中軍区の地方武装勢力である。国共内戦時、華東野戦軍第8縦隊に再編され、王建安が司令に任命された。第8縦隊は、華東、中原を転戦し、萊蕪、開封、淮海戦役に参加した。淮海戦役後、第26軍に改編され、張仁蘇が司令に、王一平が政治委員に任命された。第26軍は、渡江、舟山戦役等に参加した。
1950年、朝鮮戦争に参加。第46軍の廃止後、その第137師を編入し、第67集団軍の廃止後に第199摩托化（自動車化）歩兵師を編入する等、集団軍主力は他軍部隊が構成した。
第26集団軍は、機械化と装備更新が優先されており、特に第8坦克（戦車）師（現第8坦克旅）は、国慶閲兵式において当時最新型であった96式戦車を公開した。
軍部（司令部）は、山東省濰坊にあるとされている。 

## 歴代軍長
| 職名 | 氏名   | 階級 | 在任期間 | 出身校 | 前職 |
| ---- | ------ | ---- | -------- | ------ | ---- |
| 軍長 | 朱文玉 | 少将 |          |        |      |

| 職名     | 氏名 | 階級 | 在任期間 | 出身校 | 前職 |
| -------- | ---- | ---- | -------- | ------ | ---- |
| 政治委員 | 魏亮 | 少将 |          |        |      |